# 아즈반도

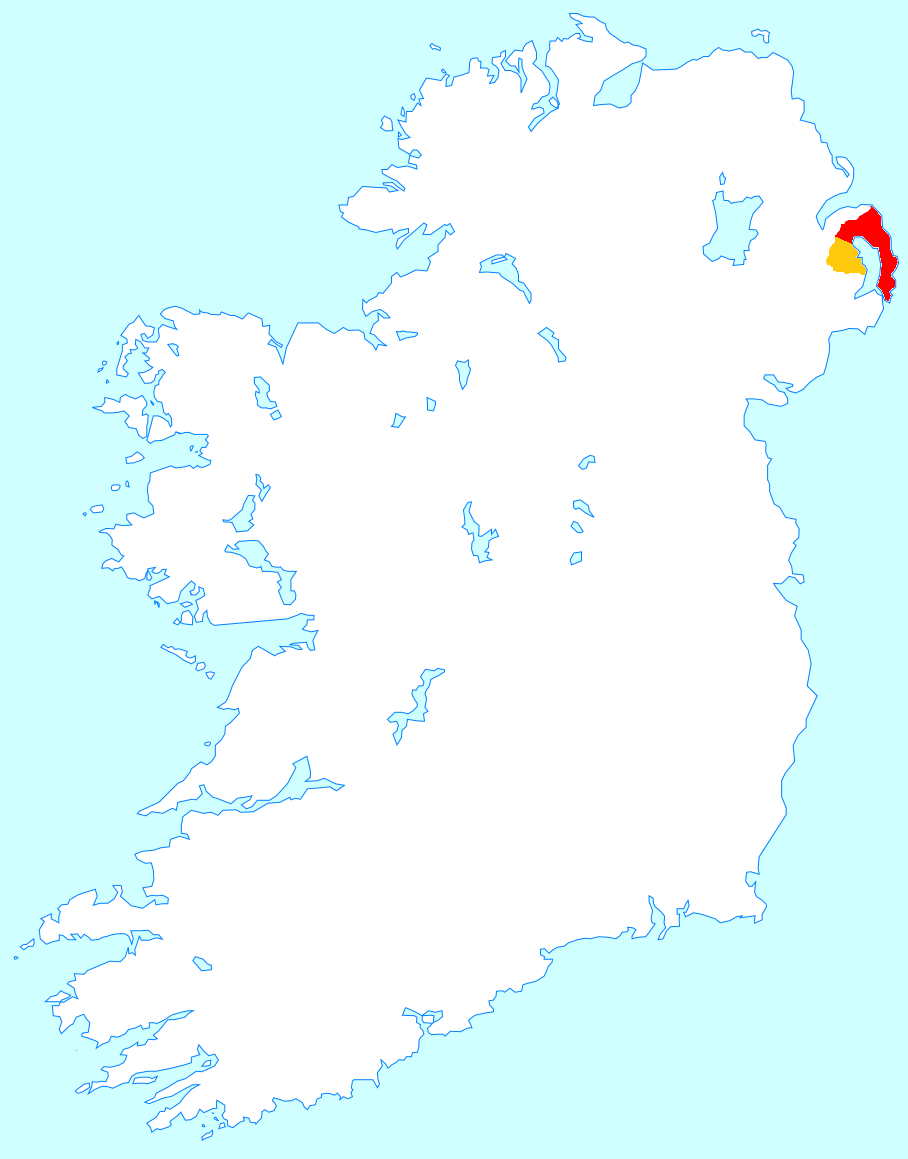
아즈반도

아즈반도(아일랜드어: Leithinis na hArda, Ards peninsula)는 아일랜드섬 북아일랜드 북동 해안에 있는 반도로 몇 개의 마을과 소도시가 여기에 있다. 이곳에 있는 더내거디(Donaghadee)는 아즈구에 속해 있다.